# 줄리오 도나티
줄리오 도나티(이탈리아어: Giulio Donati, 1990년 2월 5일 ~ )는 이탈리아의 축구 선수다. 현재 이탈리아 세리에 B의 몬차 소속이다.

## 클럽 경력
이탈리아의 피에트라산타에서 태어난 지울리오 도나티는 고향클럽인 루케세에서 자신의 선수경력을 시작하였다.

### 인테르나치오날레
2008년 7월 그는 인테르나치오날레과의 서명과 함께 인테르나치오날레 U-20 팀에 입단하였다.
2009-2010 시즌 도나티는 인테르나치오날레 1군 팀에 합류하였다. 2009년 12월 16일, 그는 리보르노와의 코파 이탈리아 경기에서 데뷔하였다.이 경기는 인테르나치오날레의 1대0 승리로 끝났다. 이후 그는 라치오와 키에보와의 경기에도 호출받으며 좋은 출발을 하였다.
2010년 6월 25일, 그는 공동소유 계약으로 세리에 A의 US 레체로 임대를 떠나 14경기를 뛰었다.
2011-2012시즌 그는 파도바로 임대이적하였다. 8월 25일 그는 삼프도리아와의 원정경기에서 무승부를 거두며 세리에 B에 데뷔하였다.
2012-2013 시즌 도나티는 세리에 B의 그로세토로 임대되었다. 도나티는 그로세토에서 28경기에 나와 2개의 어시스트를 기록했다.

### 바이엘 04 레버쿠젠
2013년 6월 21일, 도나티는 300만 유로(한화 약 39억원)의 이적료로 인테르나치오날레에서 레버쿠젠과 4년 계약을 체결하고 이적하였다.2014-15 UEFA 챔피언스리그 C조 3차전 제니트와의 경기에서 레버쿠젠 데뷔골을 기록하였다.

## 국가대표 경력
2010년 2월 12일, 도나티는 피에를루이지 카시라기 감독에 의해 이탈리아 U-21 대표팀에 발탁되어 훈련 캠프에 참가하였다. 그러나 그는 최종명단에는 뽑히지 않았다. 2010년 11월 17일, 그는 터키와의 친선경기에서 이탈리아 U-21 대표팀에 데뷔하였다.